# Tanjung Bunut
Tanjung Bunut is een bestuurslaag in het regentschap Muara Enim van de provincie Zuid-Sumatra, Indonesië. Tanjung Bunut telt 1480 inwoners (volkstelling 2010).